# 五領ヶ台貝塚

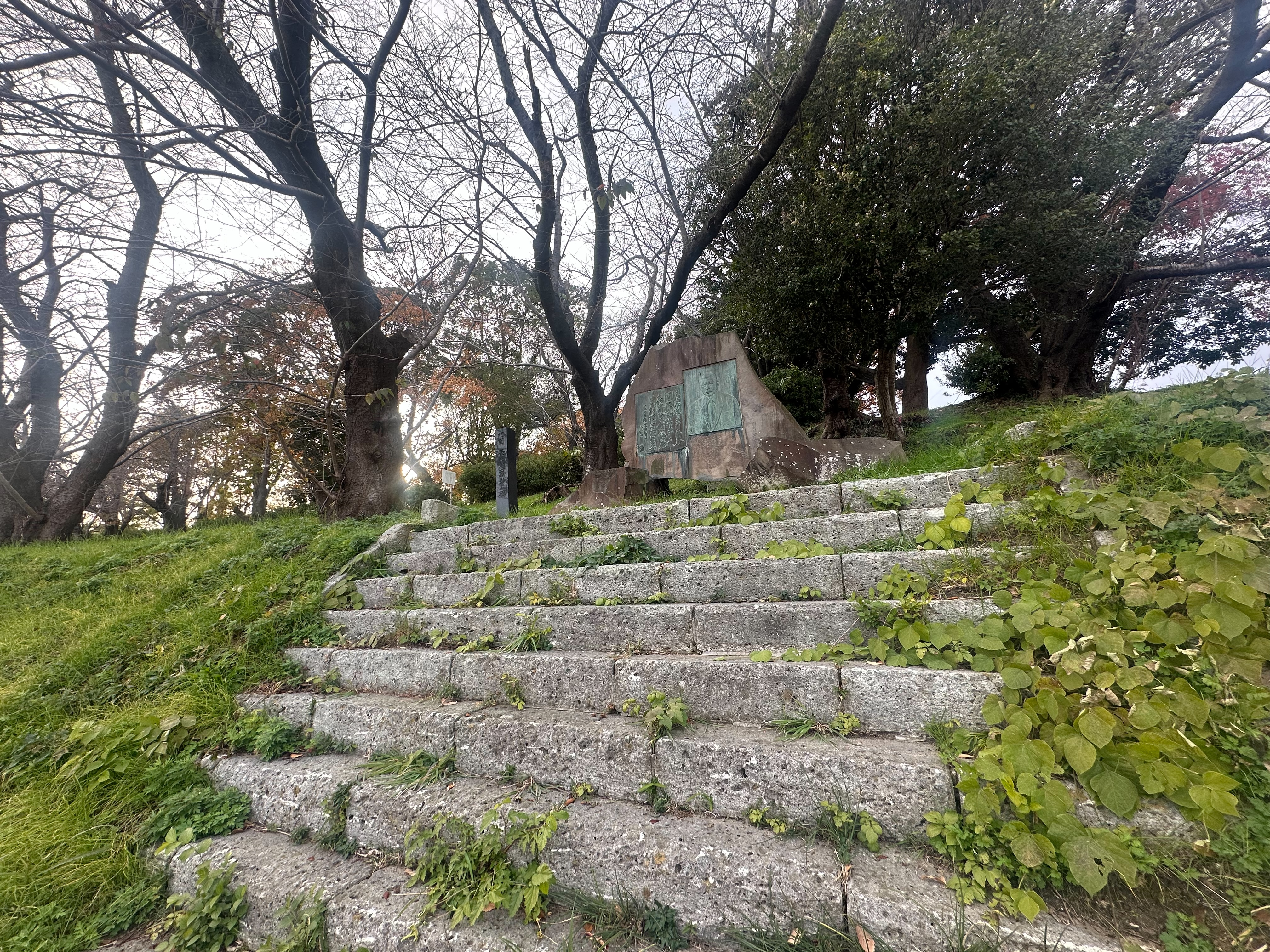
五領ヶ台公園

五領ヶ台貝塚（ごりょうがだいかいづか）は、神奈川県平塚市広川にある貝塚の遺跡。1972年（昭和47年）7月29日に、国の史跡に指定された。

## 概要
相模川の一支流である金目川にのぞむ標高約40メートルの舌状台地の緩斜面2か所にあり、東・西貝塚と呼ばれている。貝塚の範囲はあまり広くないが、主な貝類は、ダンベイキサゴ・ハマグリ・ウミニナなどであり、獣類ではイルカが大多数を占め、クジラ・イノシシ・シカなど、魚類ではマダイ・クロダイ・サメ・スズキなどが知られ、漁撈活動に依存した生活状況を知ることができる。そのほか土器・石器・骨角器などの出土も豊富である。この貝塚から発見された土器には、縄文時代中期の勝坂式土器の母体となった諸要素があり、五領ヶ台式土器と命名され、標式遺跡としての価値は高い。